# Nina E. Schönefeld
Nina E. Schönefeld (* 1972 in Berlin) ist eine multimedial arbeitende Videokünstlerin mit deutsch-polnischen Wurzeln.

## Leben
Schönefeld wuchs in Berlin als Tochter des Soziologie-Professors Rolf Ebbighausen in einem politisch engagierten Elternhaus auf. Ihre Mutter arbeitete als Programmiererin und Statistikerin am Deutschen Institut für Wirtschaftsforschung. Sie studierte Bildende Kunst an der UdK Berlin, absolvierte ihren Meisterschüler bei Hans-Jürgen Diehl und promovierte mit dem Thema "Die Tendenz zum Farbobjekt". Mit verschiedenen Stipendien studierte sie am Central Saint Martins College und am Royal College of Art in London. Sie lebt in Berlin und arbeitet neben ihrer Haupttätigkeit als Bildende Künstlerin auch als Dozentin. Gemeinsam mit Marina Wilde gründete sie „Last Night in Berlin“, einen Kultur-Blog zu Kunsteröffnungen in der Hauptstadt.

## Ausstellungen (Auswahl)
- 2024/25: Ride or die (solo), KINDL - Zentrum für zeitgenössische Kunst, Berlin
- 2024/25: No future hope (solo), Lothringer 13 in Kooperation mit den Münchner Kammerspielen & dem Habibi Kiosk, München
- 2024: Trans zen denz, AOA;87 Gallery, Berlin
- 2024: Assassins (solo), ROSALUX, The Berlin based Art Space, Berlin
- 2024: Trilogy of Tomorrow, MSU Museum (Michigan State University), Michigan (USA)
- 2024: The inner insularity of utopianism, Pandora Gallery, Berlin
- 2024: Artspring-Festival, Berlin
- 2023: Digitale Parasiten, Kunsthalle Osnabrück, Osnabrück
- 2023: The fourth Estate, COP28 – UN-Klimakonferenz (Ikono TV), Dubai
- 2023: Na Hrane, Galerie Gong, Ostrava, Tschechien
- 2023: Fuck the System (solo), Diskurs Berlin, Berlin
- 2023: Strange Things, Aleš South Bohemian Art Museum, Hluboká nad Vltavou, Tschechien
- 2023: The wave, GDM Contemporary, Ostrava, Tschechien
- 2023: Truth trust Trees, Verwalterhaus / Kulturkapellen, Berlin
- 2023: A Matter of Trust, Galerie Eigenheim (Kultursymposion Weimar: Goethe-Institut), Weimar
- 2023: Hell, Artspring-Festival, Berlin
- 2023: Art from Elsewhere, Lagos, Mexiko-Stadt, Mexiko
- 2022: ÜberLeben – Fragen an die Zukunft, Haus am Lützowplatz, Berlin
- 2022: Enemy within (solo), Berlin Weekly, Berlin
- 2022: Points of Resistance V, Zionskirche, Momentum Worldwide & KleinerVonWiese, Berlin
- 2022: Trilogy of Tomorrow (solo), Habibi Kiosk, Münchner Kammerspiele, München
- 2022: Art Speaks out, COP27–UN-Klimakonferenz (Ikono TV), Sharm el-Sheikh, Ägypten
- 2022: Sirens Are Calling from the Shadows, A:D:Curatorial, Berlin
- 2022: Oh my Data, Diskurs Berlin, Berlin
- 2022: Der Mythos ist hin, Artspring-Festival, Berlin
- 2022: A portrait of Spirits, Berlin Bark Gallery, Berlin
- 2021: Facing New Challenges, Heidelberger Kunstverein, Heidelberg
- 2021: States of Emergency, Momentum Worldwide, Kunstquartier Bethanien, Berlin
- 2021: Corona Culture, Alte Münze, Berlin
- 2021: The Circle; CICA Museum, Gyeonggi-Do, Südkorea
- 2021: Gods & Monsters, Kunstverein Familie Montez, Frankfurt am Main
- 2021: Seoul International ALT Cinema & Media Arts Festival (NeMaf), Seoul, Südkorea
- 2021: Embark, 129 Gallery (Western Comfort Boat), Berlin
- 2021: Points of Resistance I, Zionskirche, Momentum Worldwide & KleinerVonWiese, Berlin
- 2021: Signale, Artspring-Festival, Berlin
- 2021: Roppongt Art Night, Roppongi Art Festival, Tokio, Japan
- 2020: Facing New Challenges: Water, Heidelberger Kunstverein, Heidelberg
- 2020: D1G1TAL S3CR3TS, Die Digitale, Weltkunstzimmer, Düsseldorf
- 2020: At the Limit, Kunsthalle Bratislava, Bratislava, Slowakei
- 2020: #Payetonconfinement, Galerie la Pierre Large, Straßburg, Frankreich
- 2020: COVIDecameron, Momentum Worldwide / Kunstquartier Bethanien, Berlin
- 2019: L.E.O.P.A.R.T., Haverkampf Gallery, Berlin[6]
- 2019: Trilogy of Tomorrow, Galerie la Pierre Large, Straßburg, Frankreich
- 2019: Show Me Your Selfie, Aram Art Museum, Seoul, Südkorea
- 2019: Water(Proof), Federation Square, Melbourne, Australien
- 2019: Vengeance is Mine, Made In NY Media Center IFP, New York City (USA)
- 2019: Villa Heike & Other Stories, Villa Heike, Berlin
- 2019: Il est temps de s’enivrer, Bamhaus Luxembourg, Luxemburg
- 2018: 12×12 - Nina E. Schönefeld, Berlinische Galerie, Berlin[7]
- 2018: 30 Jahre. 30 Fragen. 30 Stunden. Goethe-Institut Beijing, Peking, China
- 2018: The Missing Room, Lage Egal, Berlin
- 2018: Join the Dots, Ex Pescheria Centrale, Triest, Italien
- 2018: Liquid Rooms - The Labyrinth, Palazzo Ca' Zanardi, Venedig, Italien
- 2017: La Table Ronde, Diskurs Gallery, Berlin
- 2017: The Rise of Black Wolf, coGalleries, Berlin
- 2017: Light Year 25, Manhattan Bridge (LeoKuelbsCollection), New York (USA)
- 2016: Manifesta Goes Palermo, Galerie Palermo, Stuttgart
- 2016: Black Island White Star, Fata Morgana Gallery, Berlin
- 2016: Bedsitter Art Fair, Casa Nostra, Wien, Österreich
- 2016: Some Demonstrations (by Charlie Stein), Manifestina/Manifesta, Zürich, Schweiz

## Werk
Schönefeld arbeitet multimedial mit verschiedenen Medien wie Rauminstallation, Skulptur und Video. In ihren multidisziplinären Videoinstallationen setzt sich die Künstlerin mit dem digitalen, sozialen und politischen Wandel von Gesellschaften auseinander und befasst sich mit dem Aufkommen autoritärer Regime, rechter Bewegungen und der Manipulation von Informationen durch digitale Großkonzerne. Hierzu beschäftigt sie sich mit Nuklearunfällen, politisch motivierten Hackerangriffen, der Umweltzerstörung, mit politischen Umstürzen, der Einschränkung der Pressefreiheit und mit der Bedrohung durch Pandemien. Ihr Interesse gilt u. a. Umweltaktivisten, Hacker und investigativen Journalisten. Ihre Videos stellen weibliche Heldinnen in den Mittelpunkt und entwerfen bedrohliche Szenarien von der Zukunft, in denen es um das schiere Überleben geht. Flankiert werden ihre künstlerischen Werke durch eine aktive Social-Media-Arbeit insbesondere auf Instagram, Vimeo und YouTube.

## Belege
1. 1 2  Nina E. Schönefeld - Künstlerprofil auf ART at Berlin. In: ART at Berlin | Contemporary Art | Ausstellungen | Galerien | Museen | Galerieführer | Kunst | Map. Abgerufen am 1. Februar 2021.
2. ↑  NINA E. SCHÖNEFELD: Eine Frage Der Wahrheit | Coeur & Art. 28. Dezember 2020, abgerufen am 1. Februar 2021.
3. 1 2  Kunst zu verkaufen. Abgerufen am 1. Februar 2021.
4. ↑  Nina E. Schönefeld. In: COCA PROJECT. Abgerufen am 15. Februar 2021 (amerikanisches Englisch).
5. ↑  Last Night In Berlin. Abgerufen am 15. Februar 2021.
6. ↑  Works | L.E.O.P.A.R.T. In: https://haverkampfleistenschneider.com. Abgerufen am 15. Februar 2021 (englisch).
7. ↑  Nina E. Schönefeld Creates Apocalyptic Female Futures. In: Berlin Art Link. 3. Dezember 2018, abgerufen am 1. Februar 2021 (amerikanisches Englisch).
8. 1 2  Nina E. Schönefeld & Jan Muche | Radio Arty. In: fluxfm.de. Abgerufen am 1. Februar 2021.
9. ↑  Interview with Nina Schonefeld. Abgerufen am 1. Februar 2021 (englisch).
10. ↑  NINA E. SCHÖNEFELD. In: Berlinische Galerie. Berlinische Galerie, abgerufen am 11. Februar 2021.
11. ↑  Nina E. Schönefeld: ›Dark Waters‹ – HDKV. Abgerufen am 11. Februar 2021.
12. ↑  Nina E. Schönefeld | Artist | ARTITIOUS. Abgerufen am 15. Februar 2021 (englisch).
13. ↑  COVIDecameron | Momentum. Abgerufen am 11. Februar 2021.
14. ↑  Facing New Challenges: Water. In: IFFMH. Abgerufen am 11. Februar 2021.
15. ↑  VIDEOPROGRAMM „DAS ENDE UNSERER GESCHICHTE“. In: Goethe-Institut. Abgerufen am 11. Februar 2021.
16. ↑  Nina E. Schoenefeld – YouTube. Abgerufen am 1. Februar 2021.
17. ↑  Anmeldung • Instagram. Abgerufen am 1. Februar 2021.

| Personendaten    | Personendaten                                             |
| ---------------- | --------------------------------------------------------- |
| NAME             | Schönefeld, Nina E.                                       |
| KURZBESCHREIBUNG | deutsch-polnische multimedial arbeitende Video-Künstlerin |
| GEBURTSDATUM     | 1972                                                      |
| GEBURTSORT       | Berlin                                                    |